# كاذي خفي
كاذي خفي (الاسم العلمي:Pandanus clandestinus) هو نوع من النباتات يتبع جنس الكاذي من الفصيلة الكاذية.